# Mistrzostwa Polski Seniorów w Lekkoatletyce 2007
83. Mistrzostwa Polski Seniorów w Lekkoatletyce – zawody lekkoatletyczne, które rozgrywane były w Poznaniu na stadionie Olimpii Poznań od 30 czerwca do 1 lipca 2007 roku.

## Rezultaty
| NR – rekord Polski \| NL – najlepszy wynik w Polsce w sezonie \| SB – najlepszy wynik w sezonie \| PB – rekord życiowy |

### Mężczyźni
| Konkurencja:                  | 1. miejsce                                                                      | Rezultat | 2. miejsce                                                                | Rezultat | 3. miejsce                                                                        | Rezultat |
| Bieg na 100 m                 | Marcin Jędrusiński Śląsk Wrocław                                                | 10,37    | Dariusz Kuć AZS-AWF Kraków                                                | 10,44    | Łukasz Chyła SKLA Sopot                                                           | 10,50    |
| Bieg na 200 m                 | Marcin Jędrusiński Śląsk Wrocław                                                | 20,84    | Tomasz Talkowski Nadwiślanin Chełmno                                      | 20,97    | Krzysztof Jabłoński AZS-AWF Kraków                                                | 21,13    |
| Bieg na 400 m                 | Daniel Dąbrowski AZS Łódź                                                       | 45,33    | Marcin Marciniszyn Śląsk Wrocław                                          | 45,77    | Kacper Kozłowski AZS-UWM Olsztyn                                                  | 45,90    |
| Bieg na 800 m                 | Paweł Czapiewski Lubusz Słubice                                                 | 1:48,97  | Marcin Lewandowski Ósemka Police                                          | 1:49,22  | Mirosław Formela Sporting Międzyzdroje                                            | 1:49,35  |
| Bieg na 1500 m                | Bartosz Nowicki MKL Szczecin                                                    | 3:42,05  | Łukasz Parszczyński Polonia Warszawa                                      | 3:42,59  | Adrian Danilewicz Śląsk Wrocław                                                   | 3:44,70  |
| Bieg na 5000 m                | Henryk Szost Oleśniczanka                                                       | 13:58,89 | Artur Kozłowski MULKS-MOS Sieradz                                         | 13:59,76 | Kamil Murzyn Cracovia                                                             | 14:00,03 |
| Bieg na 110 m przez płotki    | Tomasz Ścigaczewski AZS Poznań                                                  | 13,74    | Mariusz Kubaszewski Zawisza Bydgoszcz                                     | 13,82    | Artur Kohutek Zawisza Bydgoszcz                                                   | 13,91    |
| Bieg na 400 m przez płotki    | Marek Plawgo Warszawianka                                                       | 48,90    | Tomasz Rudnik ULKS Zielony Dąb Żarów                                      | 51,40    | Kamil Barański Warszawianka                                                       | 51,56    |
| Bieg na 3000 m z przeszkodami | Tomasz Szymkowiak Orkan Poznań                                                  | 8:27,97  | Radosław Popławski Grunwald Poznań                                        | 8:30,09  | Mateusz Demczyszak Śląsk Wrocław                                                  | 8:30,81  |
| Sztafeta 4 × 100 m            | AZS-AWF Kraków Krzysztof Jabłoński Mateusz Pluta Marcin Nowak Dariusz Kuć       | 39,48    | AZS Poznań Robert Kubaczyk Przemysław Rogowski Radosław Drapała Adam Gaj  | 40,60    | AZS-AWF Warszawa Tomasz Biernat Michał Bielczyk Łukasz Trochimiak Michał Łukasiak | 40,65    |
| Sztafeta 4 × 400 m            | AZS-UWM Olsztyn Tomasz Marks Wojciech Chybiński Michał Podolak Kacper Kozłowski | 3:07,91  | AZS Łódź Krzysztof Klonowicz Michał Wielgus Piotr Kędzia Daniel Dąbrowski | 3:08,04  | Olimpia Poznań Grzegorz Klimczyk Łukasz Wicha Robert Krzemiński Mateusz Gościniak | 3:10,68  |
| Chód na 20 km                 | Rafał Augustyn AZS-AWF Kraków                                                   | 1:23:38  | Grzegorz Sudoł AZS-AWF Kraków                                             | 1:23:53  | Artur Brzozowski Znicz Biłgoraj                                                   | 1:24:17  |
| Skok wzwyż                    | Aleksander Waleriańczyk Wawel Kraków                                            | 2,28     | Grzegorz Sposób Start Lublin                                              | 2,22     | Wojciech Sibiga Skra Warszawa                                                     | 2,14     |
| Skok o tyczce                 | Przemysław Czerwiński MKL Szczecin                                              | 5,75     | Adam Kolasa Sporting Międzyzdroje                                         | 5,30     | Mateusz Didenkow KL Gdynia                                                        | 5,30     |
| Skok w dal                    | Marcin Starzak AZS-AWF Kraków                                                   | 8,02     | Przemysław Pochopień AZS-AWF Kraków                                       | 7,69     | Tomasz Mateusiak OKLA Stora Enso Ostrołęka                                        | 7,67     |
| Trójskok                      | Paweł Kruhlik AZS-AWF Wrocław                                                   | 16,13    | Robert Michniewski BKS Bydgoszcz                                          | 16,02    | Adrian Świderski Śląsk Wrocław                                                    | 15,88    |
| Pchnięcie kulą                | Tomasz Majewski AZS-AWF Warszawa                                                | 20,07    | Dominik Zieliński Lechia Gdańsk                                           | 19,35    | Jakub Giża LKS Mielec                                                             | 19,00    |
| Rzut dyskiem                  | Piotr Małachowski Śląsk Wrocław                                                 | 63,16    | Andrzej Krawczyk AZS-AWF Biała Podlaska                                   | 60,82    | Olgierd Stański AZS-AWF Biała Podlaska                                            | 60,55    |
| Rzut młotem                   | Szymon Ziółkowski AZS Poznań                                                    | 76,80    | Maciej Pałyszko Skra Warszawa                                             | 66,01    | Marcin Fernówka AZS-AWF Wrocław                                                   | 65,65    |
| Rzut oszczepem                | Igor Janik AZS-AWFiS Gdańsk                                                     | 79,13    | Adrian Markowski Osa Zgorzelec                                            | 75,50    | Tomasz Damszel NKS Namysłów                                                       | 74,16    |

### Kobiety
| Konkurencja:                  | 1. miejsce                                                                    | Rezultat | 2. miejsce                                                                                      | Rezultat | 3. miejsce                                                                       | Rezultat |
| Bieg na 100 m                 | Daria Korczyńska Śląsk Wrocław                                                | 11,53    | Ewelina Klocek Śląsk Wrocław                                                                    | 11,64    | Marta Jeschke SKLA Sopot                                                         | 11,70    |
| Bieg na 200 m                 | Monika Bejnar AZS-AWF Warszawa                                                | 23,31    | Ewelina Klocek Śląsk Wrocław                                                                    | 23,50    | Marta Jeschke SKLA Sopot                                                         | 23,57    |
| Bieg na 400 m                 | Zuzanna Radecka-Pakaszewska AZS-AWF Katowice                                  | 52,14    | Agnieszka Karpiesiuk AZS-AWFiS Gdańsk                                                           | 52,43    | Grażyna Prokopek AZS-AWF Warszawa                                                | 52,47    |
| Bieg na 800 m                 | Ewelina Sętowska-Dryk AZS-AWF Warszawa                                        | 2:03,62  | Joanna Kuś AZS-AWF Katowice                                                                     | 2:04,45  | Lidia Chojecka Warszawianka                                                      | 2:04,46  |
| Bieg na 1500 m                | Sylwia Ejdys AZS-AWF Wrocław                                                  | 4:15,56  | Dominika Główczewska SKLA Sopot                                                                 | 4:18,21  | Agnieszka Miernik WLKS Wrocław                                                   | 4:20,30  |
| Bieg na 5000 m                | Wioletta Janowska AZS-AWF Kraków                                              | 15:59,59 | Dorota Gruca Agros Zamość                                                                       | 16:03,27 | Karolina Jarzyńska Piętka Katowice                                               | 16:16,13 |
| Bieg na 100 m przez płotki    | Joanna Kocielnik Orzeł Warszawa                                               | 13,25    | Monika Nabiałek AZS-AWF Wrocław                                                                 | 13,54    | Kamila Chudzik AZS-AWFiS Gdańsk                                                  | 14,02    |
| Bieg na 400 m przez płotki    | Weronika Zielińska Warszawianka                                               | 59,52    | Monika Kopycka MKL Toruń                                                                        | 59,67    | Katarzyna Izydorek AZS-AWF Poznań                                                | 59,68    |
| Bieg na 3000 m z przeszkodami | Katarzyna Kowalska Vectra Włocławek                                           | 9:47,11  | Iwona Lewandowska Vectra Włocławek                                                              | 10:10,01 | Agata Dróżdż Juventa Starachowice                                                | 10:11,00 |
| Sztafeta 4 × 100 m            | AZS-AWF Warszawa Kaja Tokarska Edyta Grzyb Elżbieta Druzd Monika Bejnar       | 45,93    | Podlasie Białystok Katarzyna Głowacka Magdalena Siemion Paulina Siemieniako Agnieszka Krajewska | 46,35    | AZS-AWF Wrocław Joanna Kacperek Monika Nabiałek Iwona Dorobisz Marta Kuśniar     | 46,94    |
| Sztafeta 4 × 400 m            | AZS-AWF Warszawa Monika Bejnar Dorota Udałow Edyta Pura Ewelina Sętowska-Dryk | 3:39,74  | AZS-AWF II Warszawa Edyta Grzyb Aleksandra Kniefel Justyna Zembrzuska Grażyna Prokopek          | 3:40,52  | Warszawianka Weronika Zielińska Danuta Młynarczyk Zofia Nowakowska Aneta Lemiesz | 3:42,56  |
| Chód na 20 km                 | Katarzyna Kwoka Resovia Rzeszów                                               | 1:37:56  | Agnieszka Dygacz AZS-AWF Katowice                                                               | 1:39:17  | Agnieszka Olesz AZS-AWF Katowice                                                 | 1:39:50  |
| Skok wzwyż                    | Kamila Stepaniuk Podlasie Białystok                                           | 1,86     | Karolina Gronau AZS-AWF Biała Podlaska                                                          | 1,84     | Karolina Jodkowska Skra Warszawa                                                 | 1,77     |
| Skok o tyczce                 | Monika Pyrek MKL Szczecin                                                     | 4,60     | Paulina Dębska OST Gdańsk                                                                       | 4,30     | Róża Kasprzak AZS-AWFiS Gdańsk                                                   | 4,30     |
| Skok w dal                    | Małgorzata Trybańska Warszawianka                                             | 6,80     | Teresa Dobija AZS Łódź                                                                          | 6,52     | Joanna Skibińska MKS Aleksandrów Łódzki                                          | 6,39     |
| Trójskok                      | Joanna Skibińska MKS Aleksandrów Łódzki                                       | 14,04    | Aneta Sadach Vis Ksawerów                                                                       | 13,72    | Małgorzata Trybańska Warszawianka                                                | 13,59    |
| Pchnięcie kulą                | Krystyna Zabawska Podlasie Białystok                                          | 17,57    | Magdalena Sobieszek AZS-AWF Warszawa                                                            | 16,62    | Agnieszka Bronisz Płomień Sosnowiec                                              | 16,38    |
| Rzut dyskiem                  | Wioletta Potępa AZS-AWF Warszawa                                              | 60,14    | Żaneta Glanc AZS Poznań                                                                         | 57,90    | Agnieszka Krawczuk AZS-AWF Warszawa                                              | 54,81    |
| Rzut młotem                   | Kamila Skolimowska Gwardia Warszawa                                           | 71,90    | Katarzyna Kita Agros Zamość                                                                     | 69,27    | Małgorzata Zadura AZS-AWF Warszawa                                               | 65,30    |
| Rzut oszczepem                | Urszula Jasińska Polonia Pasłęk                                               | 59,20    | Barbara Madejczyk Jantar Ustka                                                                  | 57,35    | Anna Urbicka AZS-AWFiS Gdańsk                                                    | 50,89    |

## Biegi przełajowe
79. mistrzostwa Polski w biegach przełajowych rozegrano 11 marca w Bydgoszczy. Kobiety rywalizowały na dystansie 4 km, a mężczyźni na 10 km.

### Mężczyźni
| Konkurencja:            | 1. miejsce                        | Rezultat | 2. miejsce                       | Rezultat | 3. miejsce                | Rezultat |
| Bieg przełajowy (10 km) | Marcin Chabowski Wejher Wejherowo | 31:23    | Michał Kaczmarek Grunwald Poznań | 31:28    | Henryk Szost Oleśniczanka | 31:40    |

### Kobiety
| Konkurencja:           | 1. miejsce               | Rezultat | 2. miejsce                          | Rezultat | 3. miejsce                    | Rezultat |
| Bieg przełajowy (4 km) | Justyna Bąk NKS Namysłów | 13:22    | Katarzyna Kowalska Vectra Włocławek | 13:27    | Justyna Mudy AZS-AWF Katowice | 14:01    |

## Maraton
Mistrzostwa Polski w maratonie kobiet i mężczyzn zostały rozegrane 15 kwietnia w Dębnie.

### Mężczyźni
| Konkurencja: | 1. miejsce                        | Rezultat | 2. miejsce                | Rezultat | 3. miejsce                   | Rezultat |
| Maraton      | Paweł Ochal Roszak Solec Kujawski | 2:15:31  | Henryk Szost Oleśniczanka | 2:15:57  | Rafał Wójcik KKL Fart Kielce | 2:17:17  |

### Kobiety
| Konkurencja: | 1. miejsce                      | Rezultat | 2. miejsce                                       | Rezultat | 3. miejsce                            | Rezultat |
| Maraton      | Arleta Meloch Olimpia Grudziądz | 2:41:45  | Agnieszka Lewandowska Promień Kowalowo Pomorskie | 2:44:13  | Ewa Brych-Pająk Budowlani Częstochowa | 2:49:03  |

## Bieg na 10 000 m
Zawody mistrzowskie w biegu na 10 000 metrów kobiet i mężczyzn odbyły się 5 maja w Warszawie.

### Mężczyźni
| Konkurencja:     | 1. miejsce                       | Rezultat | 2. miejsce                        | Rezultat | 3. miejsce                        | Rezultat |
| Bieg na 10 000 m | Michał Kaczmarek Grunwald Poznań | 28:37,44 | Marcin Chabowski Wejher Wejherowo | 28:38,73 | Artur Kozłowski MULKS-MOS Sieradz | 29:13,51 |

### Kobiety
| Konkurencja:     | 1. miejsce                  | Rezultat | 2. miejsce                          | Rezultat | 3. miejsce                        | Rezultat |
| Bieg na 10 000 m | Lidia Chojecka Warszawianka | 32:55,10 | Katarzyna Kowalska Vectra Włocławek | 33:37,70 | Marta Wojtkuńska Vectra Włocławek | 33:49,90 |

## Wieloboje
Mistrzostwa w dziesięcioboju mężczyzn i w siedmioboju kobiet zostały rozegrane 9 i 10 czerwca w Toruniu.

### Mężczyźni
| Konkurencja:  | 1. miejsce                      | Rezultat  | 2. miejsce                      | Rezultat  | 3. miejsce                          | Rezultat  |
| Dziesięciobój | Marcin Dróżdż Zawisza Bydgoszcz | 7497 pkt. | Łukasz Płaczek AZS-AWFiS Gdańsk | 7328 pkt. | Łukasz Zambrzycki Zawisza Bydgoszcz | 7285 pkt. |

### Kobiety
| Konkurencja: | 1. miejsce                         | Rezultat  | 2. miejsce                      | Rezultat  | 3. miejsce                             | Rezultat  |
| Siedmiobój   | Karolina Tymińska AZS-AWFiS Gdańsk | 6200 pkt. | Kamila Chudzik AZS-AWFiS Gdańsk | 6034 pkt. | Magdalena Szczepańska AZS-AWFiS Gdańsk | 5713 pkt. |

## Półmaraton
Mistrzostwa Polski w półmaratonie rozegrano 10 września w Pile.

### Mężczyźni
| Konkurencja: | 1. miejsce                  | Rezultat | 2. miejsce                   | Rezultat | 3. miejsce               | Rezultat |
| Półmaraton   | Arkadiusz Sowa Oleśniczanka | 1:03:42  | Rafał Wójcik KKL Fart Kielce | 1:03:54  | Piotr Drwal Jantar Ustka | 1:04:05  |

### Kobiety
| Konkurencja: | 1. miejsce                | Rezultat | 2. miejsce                 | Rezultat | 3. miejsce                   | Rezultat |
| Półmaraton   | Dorota Gruca Agros Zamość | 1:13:29  | Edyta Lewandowska RKS Łódź | 1:14:37  | Agnieszka Gortel AKS Chorzów | 1:15:10  |

## Chód na 50 km
Zawody mistrzowskie w chodzie na 50 kilometrów mężczyzn odbyły się 10 października w Bad Deutsch-Altenburg w Austrii.
| Konkurencja:  | 1. miejsce                    | Rezultat | 2. miejsce                      | Rezultat | 3. miejsce                     | Rezultat |
| Chód na 50 km | Grzegorz Sudoł AZS-AWF Kraków | 3:55:22  | Artur Brzozowski Znicz Biłgoraj | 3:59:27  | Maciej Rosiewicz UKS 12 Kalisz | 4:03:01  |

## Galeria

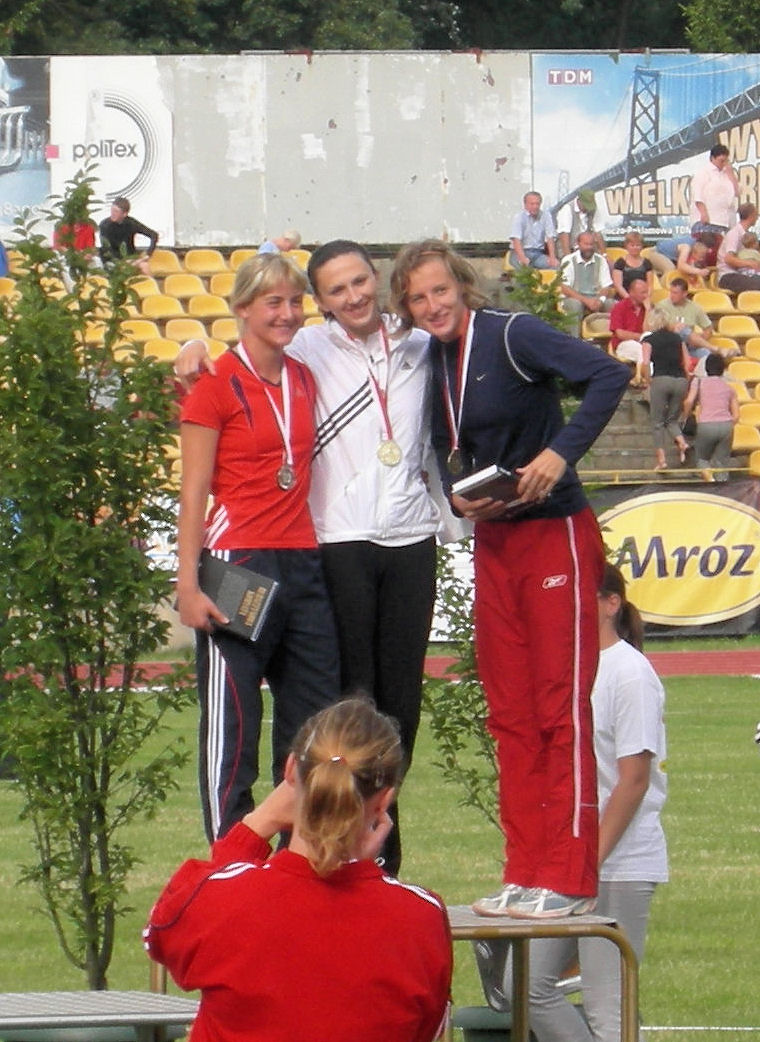
Monika Pyrek zdobyła złoto w konkursie skoku o tyczce
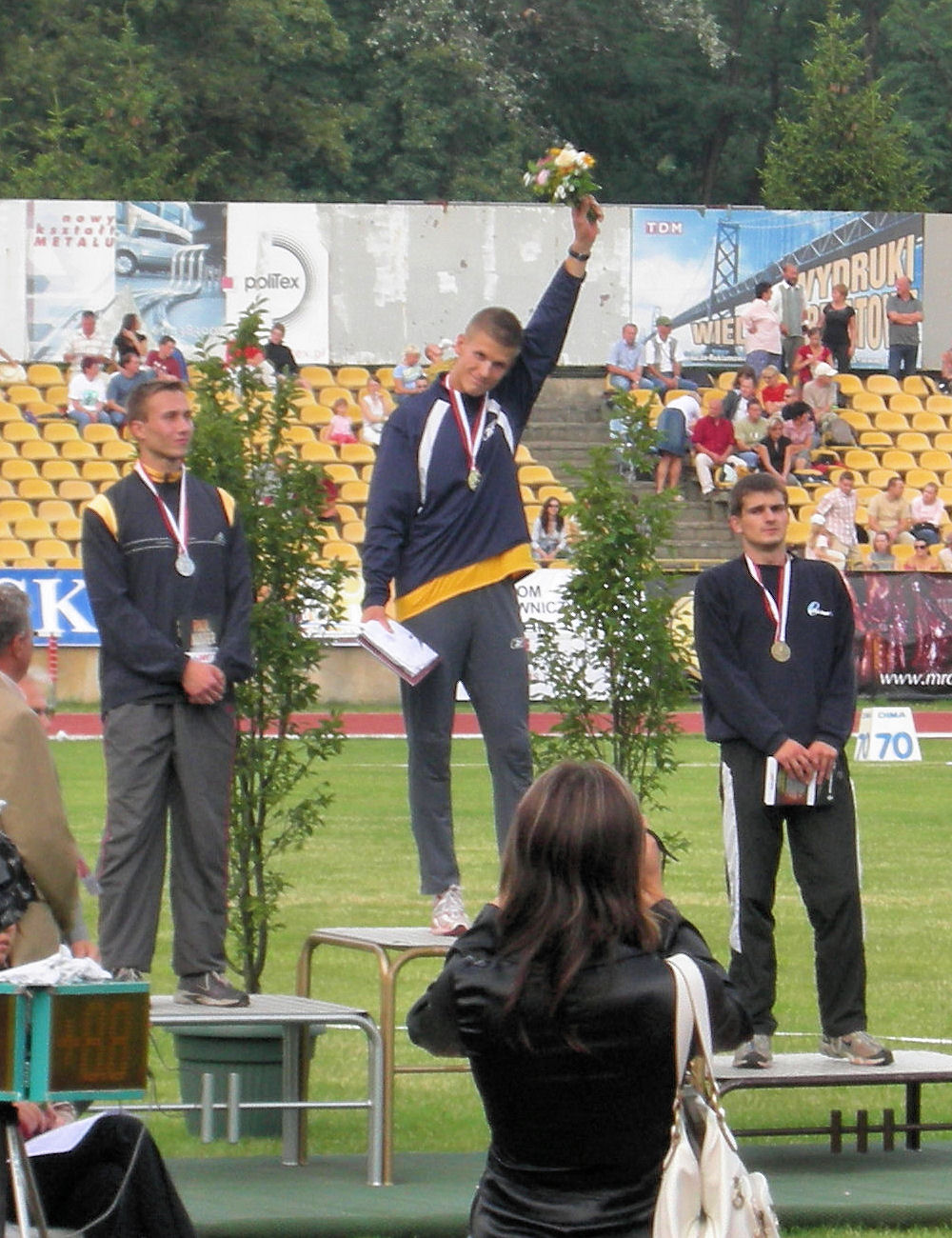
Marcin Jędrusiński wygrał biegi na 100 i 200 m
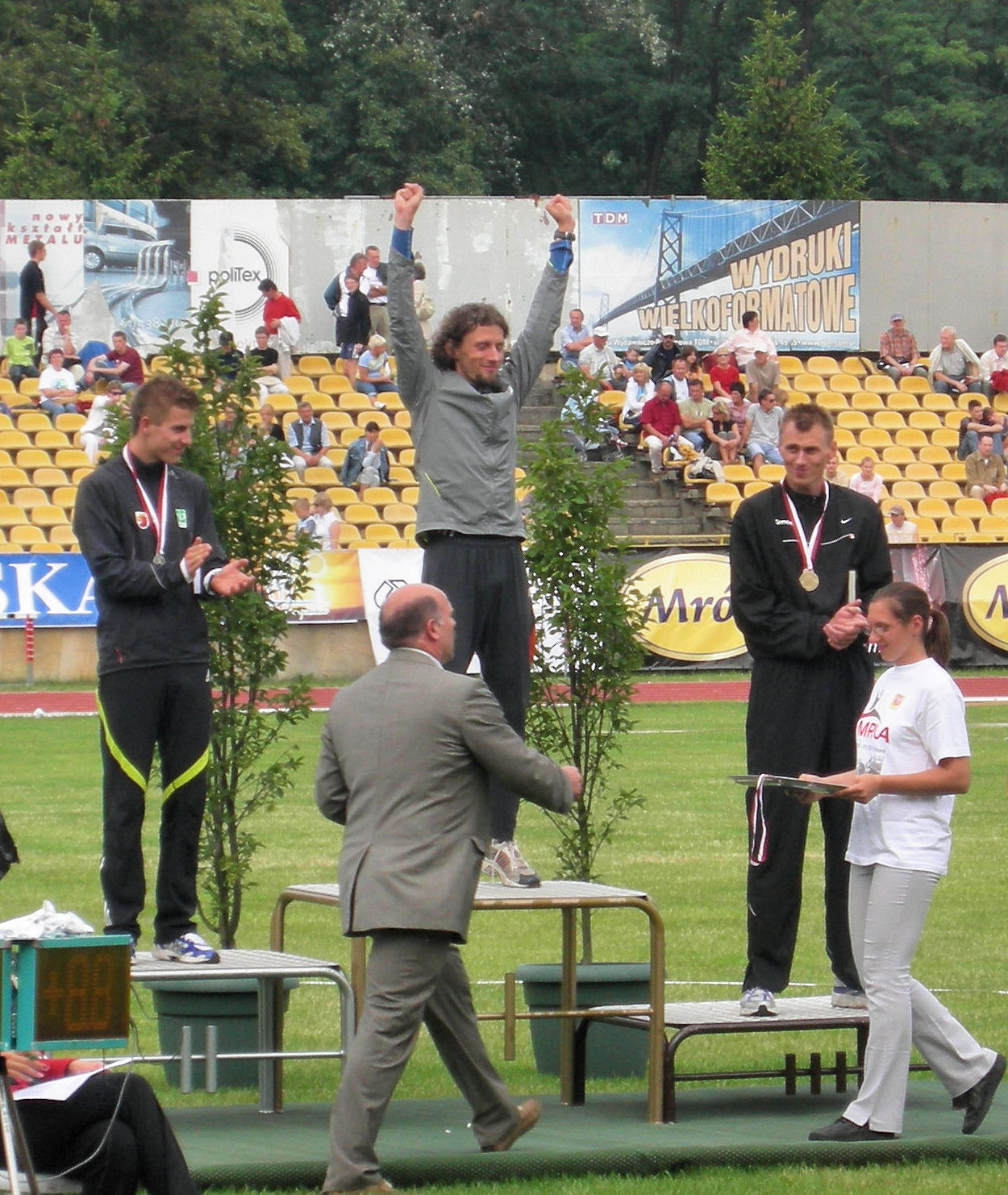
Paweł Czapiewski zwyciężył w biegu na 800 m

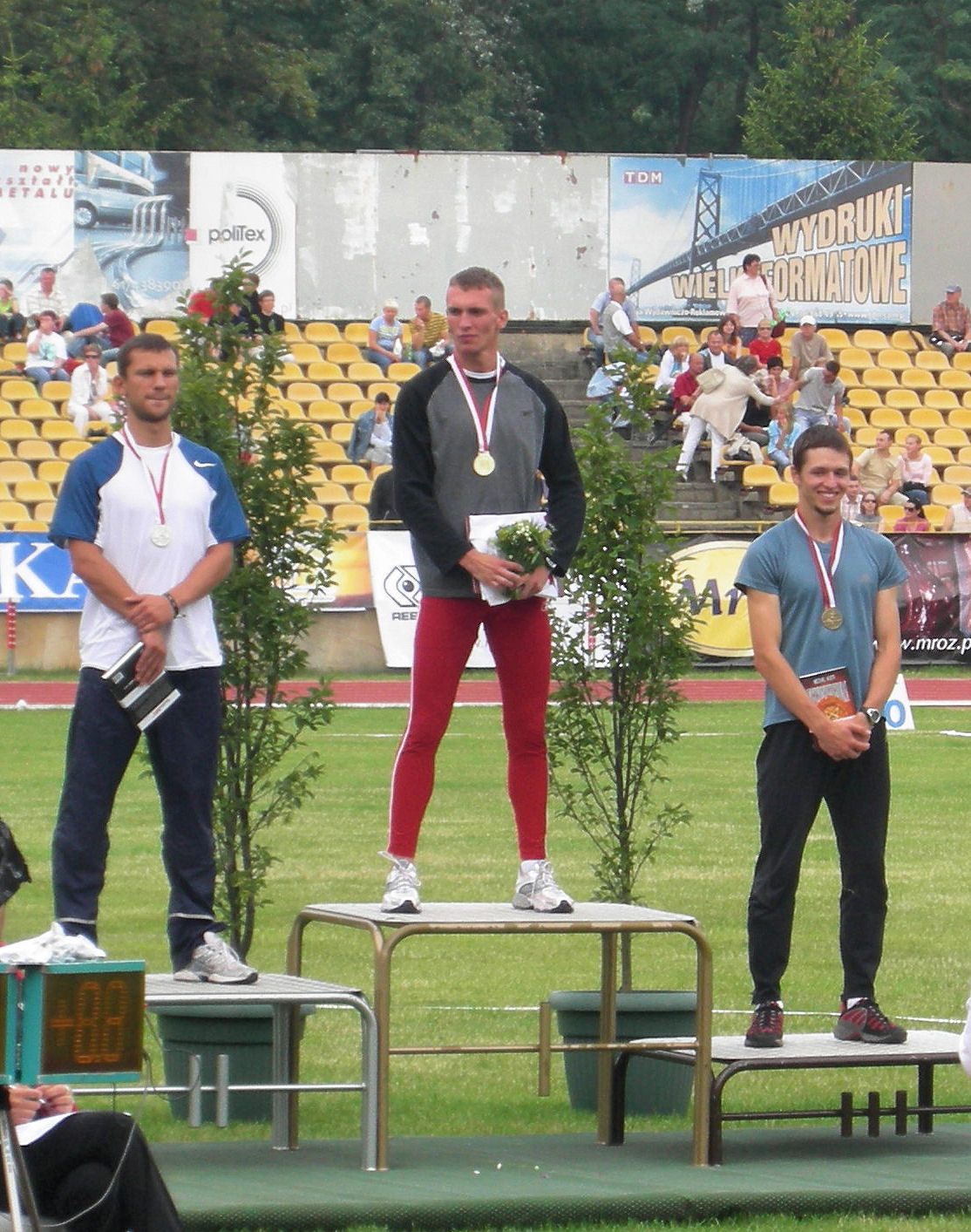
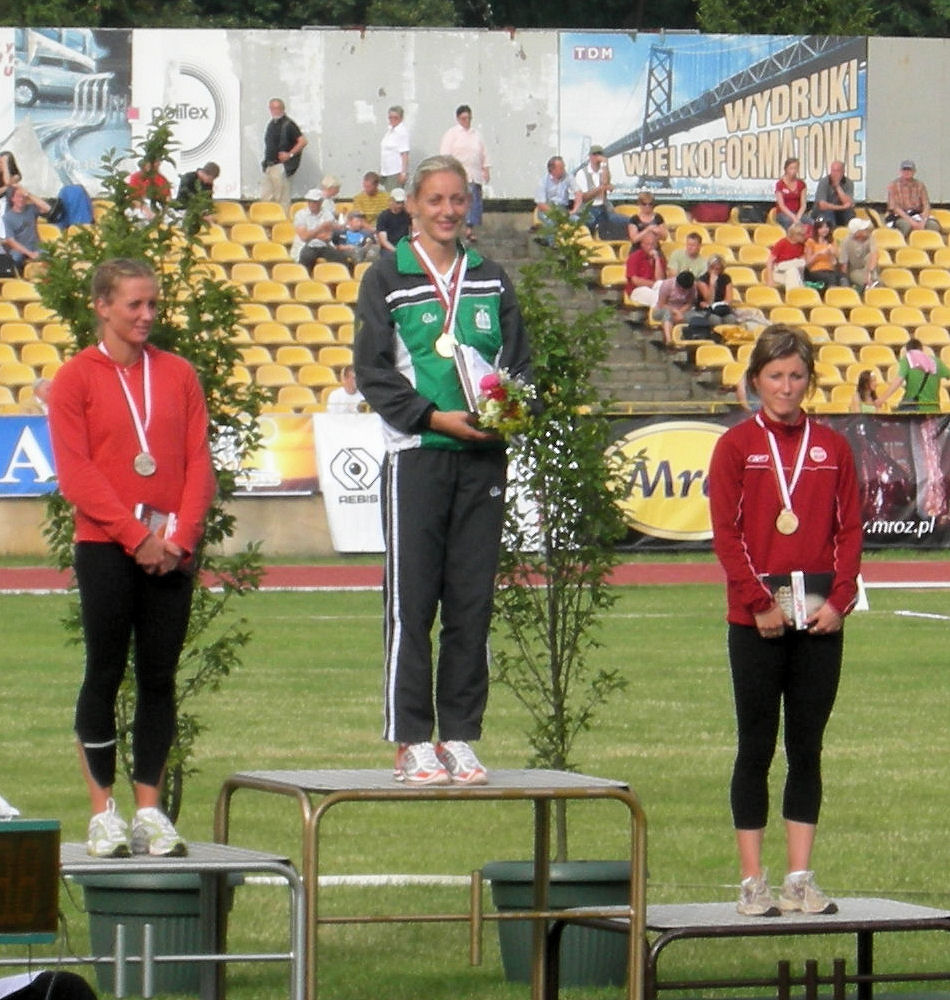
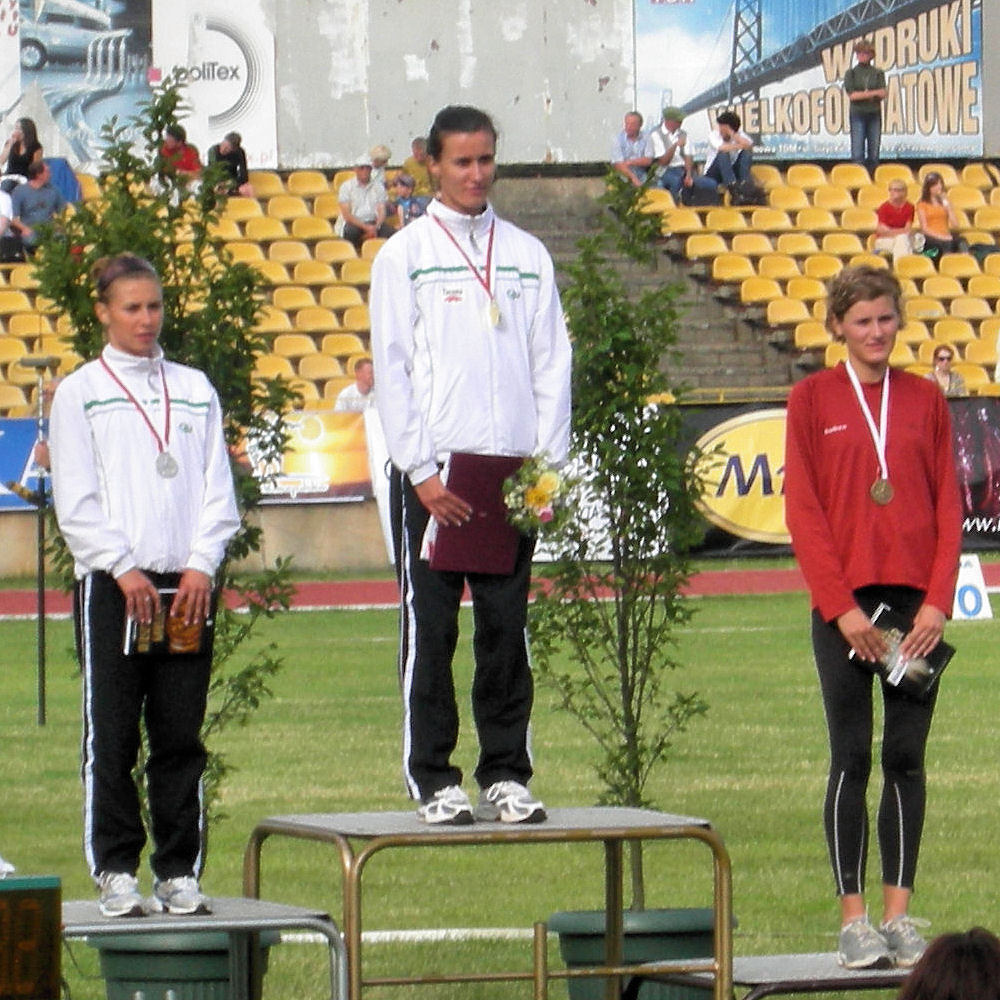